# Melchior Broederlam

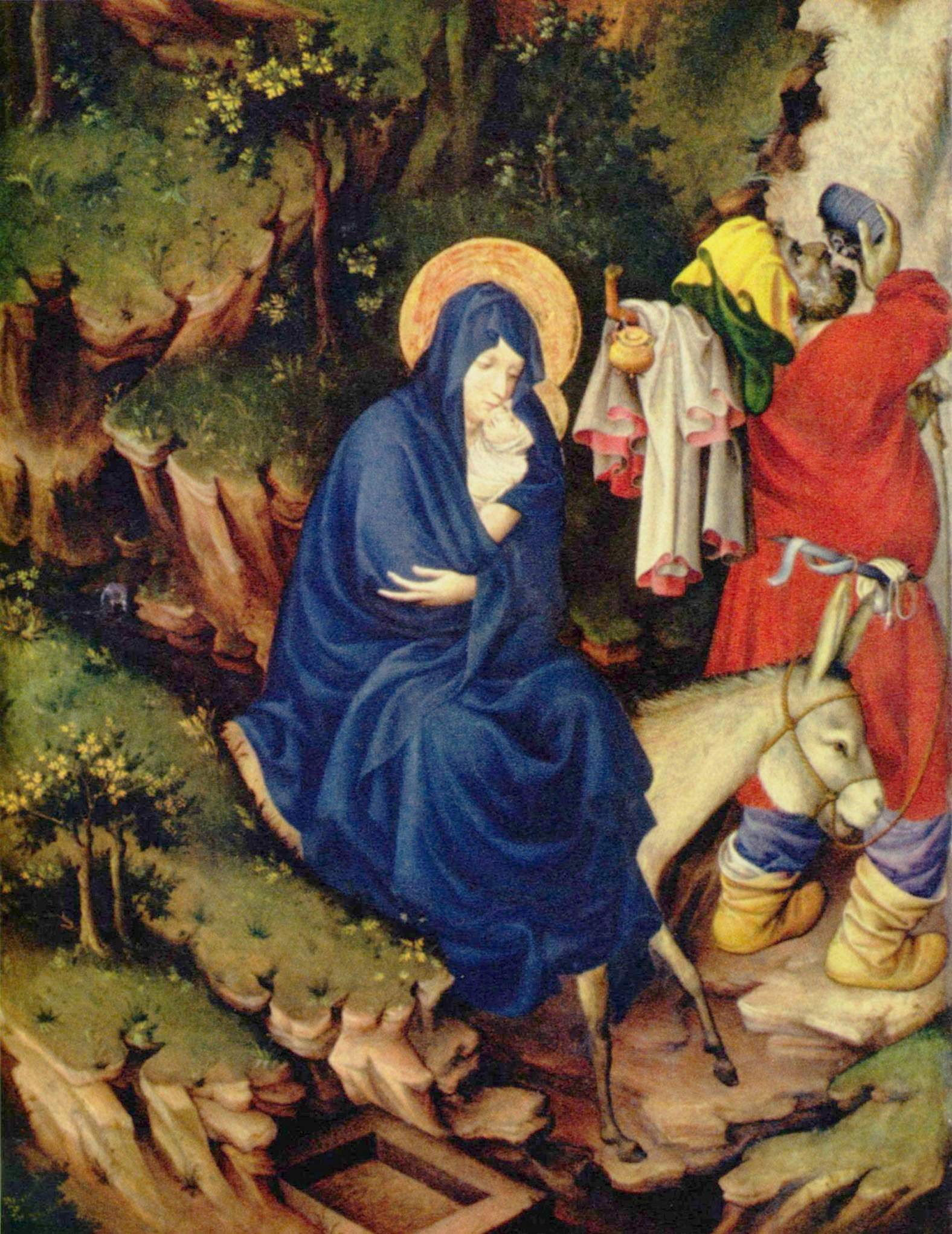
Retablo para Felipe el Atrevido, Duque de Borgoña, ala derecha: Huida a Egipto (detalle), 1398, témpera sobre madera, Museo de Bellas Artes, Dijon.

Melchior Broederlam fue un pintor flamenco perteneciente al estilo gótico internacional.
Poco se sabe de su vida, solo que estuvo al servicio del duque Felipe el Atrevido de Borgoña en Ypres (Flandes), en el tiempo entre 1391 y 1401. Aparece desde 1387 como ayuda de cámara y después, a partir de 1391, como pintor de la corte. Entre sus obligaciones como pintor cortesano estaba la realización de retratos, diseño de trajes, así como la decoración del palacio Hesdin. Se supone que también viajó en París.
Es un pintor refinado y sutil, de una elegancia general. Su principal proyección fue en Jan van Eyck. Sus paisajes son espaciosos y amplios, en tonos verdes y marrones, que contrastan con las figuras, vestidas en tonos de rojo y azul. Estas figuras son fluidas, pero menos plásticas que las de van Eyck. 
Las revueltas iconoclastas han provocado que de toda su obra solo hayan quedado de este autor dos tablas realizadas para Felipe el Atrevido. Son dos alas de un retablo para la cartuja de Champmol en Dijon datadas en 1394-1399, pintadas al temple sobre madera. Su forma irregular pone en evidencia que estos paneles formaban parte de un retablo. Hoy se conservan en el Museo de Bellas Artes de Dijon. En cada una de las tablas están representadas dos escenas:
- La Anunciación y la Visitación en el ala izquierda, 166,5 × 125 cm
- La Presentación en el Templo y la Huida a Egipto en el ala derecha, 167 × 130 cm

Quizá la Huida a Egipto es la pintura más personal, en la que se aprecian algunos rasgos más realistas en la figura de José bebiendo.
Retablo para Felipe el Atrevido